# The 601st Phone Call
The 601st Phone Call (pojednostavljeni kineski: 第601个电话; tradicionalni kineski: 第601個電話; pinyin: Dì liù líng yī ge diàn hùa) je kineska drama iz 2006. godine, koju je režirao Zhang Guoli, dok je scenarij za isti napisao Zou Jingzhi. Film je u Kini doživio svoju premijeru 18. kolovoza 2006.

## Radnja
Radnja filma se vrti oko mlade djevojke po imenu Yishu, koja vjeruje kako uopće nema sreće i zbog toga krivi svoje ime. No, jednoga dana ona počinje primati telefonske pozive od ljudi koji vjeruju kako je ona popularna pjevačica po imenu Tianyou. Nešto poslije, otkriva se kako je netko objavio šesto telefonskih brojeva slavnih osoba, pri čemu je Yishin broj slučajno zalutao u tu gomilu. Na početku, pozivi ju živciraju, no tada slijedi sms od Xiaowena (pjevača u amaterskom rock bendu), koji njen stav prema tim pozivima u potpunosti mijenja. Naime, on želi da Yishi - za koju on vjeruje da je Tianyouina pomoćnica - isporuči Tianyou pjesmu, koju on želi za nju napisati (za Tianyou). Nadalje, treba napomenuti kako je Tianyou popularna pjevačica, koja u zadnje vrijeme nije imala hit. Upravo zbog prethodno spomenutog, ona biva primorana, od strane svog okrutnog menadžera, na snimanje albuma kojeg ona ne želi snimiti iz jednostavnog razloga jer on ne sadrži niti jednu dobru pjesmu. Ta odluka, na koju je bila primorana, ju dovodi u velike nevolje.

## Glavne uloge
- Zhou Bichang kao Yi Shu
- Cecilia Cheung kao Tianyou
- Hu Ge kao Xiaowen
- Niu Ben kao starac Li
- Zhang Guoli kao predsjednik odbora
- Zhang Meng kao He Ling

## Vanjske poveznice
- The 601st Phone Call u internetskoj bazi filmova IMDb-a
- The 601st Phone Call na Cinemasie